# Ofiarowanie Najświętszej Maryi Panny

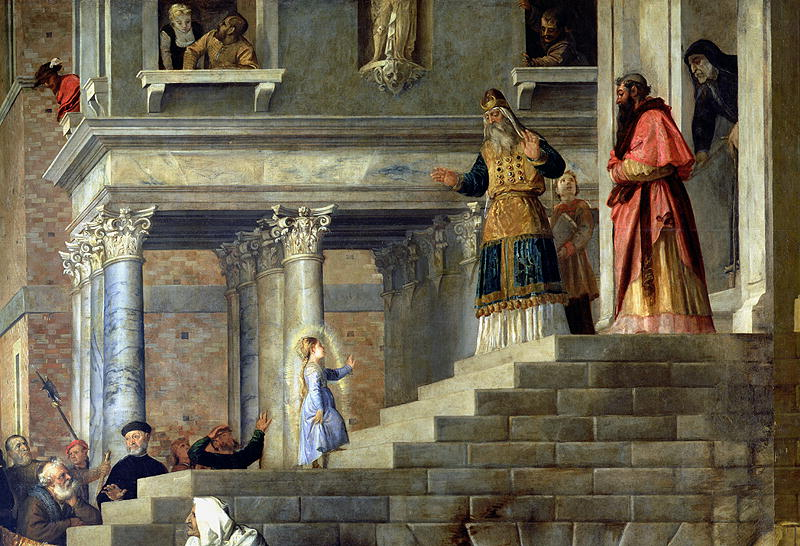
Prezentacja Marii w świątyni obraz Tycjana (1534–1538, Gallerie dell’Accademia, Wenecja).

Ofiarowanie Najświętszej Maryi Panny − święto obchodzone 21 listopada w Kościołach tradycji katolickiej i 21 listopada (według kalendarza juliańskiego) / 4 grudnia (według kalendarza gregoriańskiego) prawosławnej, w której nosi ono nazwę święta Wprowadzenia Bogurodzicy (Matki Bożej) do Świątyni.
Według tradycji wywodzącej się z apokryfów, m.in. z Protoewangelii Jakuba, Maryja będąc małą dziewczynką została przedstawiona w Świątyni jerozolimskiej i przy niej się wychowała jako dziewica aż do osiągnięcia wieku zamążpójścia, czyli dwanaście i pół roku. W opowiadaniu Ewangelii Łukasza o Zwiastowaniu, Maria odpowiedziała Aniołowi w czasie teraźniejszym nie znam męża, a nie w aoryście (czas przeszły), co może oznaczać jej wcześniej podjętą decyzję o pozostaniu w dziewictwie także w wieku dorosłym – podobnie jak wyraża się w czasie teraźniejszym np. abstynencję od alkoholu: ja nie piję.
Według włoskiego mariologa o. G. Roschiniego, wydarzenie to jest:

w harmonii ze zwyczajami judaizmu, które wyłaniają się z samego tekstu Pisma Świętego: zwyczaj poświęcania na służbę Bogu synów i córek byłby zgodny z rozdziałem 27 Księgi Kapłańskiej; istnienie specjalnej grupy męskiej oraz żeńskiej, przeznaczonych do służby w przybytku i w świątyni wynikałoby z: Ezdr 38,8; 1 Sm 2,11 oraz Łk 2,37; Kobiety przeznaczone na służbę w świątyni mieszkały w pokojach przylegających do Świątyni, jak wynikałoby z 2 Krl 23,4.7  oraz   1 Krn 9,26.27.33

Francuski biblista Frédéric Manns, specjalista w zakresie starożytnej literatury hebrajskiej, w swym opracowaniu naukowym dotyczącym modlitwy starożytnego Izraela stwierdza, iż w świątyni przebywały dziewczynki przed osiągnięciem dojrzałości, które tkały m.in. zasłonę przybytku, oddzielającą Miejsce Święte od Najświętszego, wspominaną w ewangeliach kanonicznych, opisujących scenę śmierci Chrystusa na krzyżu. Wiek dziecięcy podyktowany był obowiązkiem zachowania czystości rytualnej. O zwyczaju tym wspominają: Tosefta Szekalim oraz Apokalipsa Barucha. Wiadomo, iż w świątyni, m.in. do przygotowywania szat kapłańskich, jak to nakazywało prawo żydowskie, używano bisioru. Jeśli Całun z Manoppello jest rzeczywiście bisiorem i rzeczywiście był użyty podczas pogrzebu Chrystusa, możliwe, iż przyniósł je na pogrzeb Jezusa ktoś związany ze świątynią, ktoś znany osobie Maryi z czasów, gdy przebywała w Jerozolimie jako dziecko.
Wydarzenie ofiarowania Marii opisała też Maria z Agredy, mistyczka hiszpańska z XVII w. w rozdz. 17  ks. II książki "Mistyczne Miasto Boże".
W Jerozolimie od III w. czczone jest miejsce narodzin Maryi Panny. Dzisiaj pokazywane jest ono w podziemiach bazyliki św. Anny w dzielnicy muzułmańskiej. Tradycja ta pozostaje w bezsprzecznym związku z apokryficznym opisem ofiarowania i przebywania Maryi w świątyni, która lokalizowana jest w pobliżu.
W ikonografii scena ofiarowania Najświętszej Maryi Panny najczęściej ukazuje Maryję jako kilkuletnią dziewczynkę idącą po schodach do świątyni, by tam ofiarować się Bogu.
Święto to obchodzono na Wschodzie już w VII wieku w rocznicę poświęcenia kościoła Matki Bożej Nowej (gr. Nea) w Jerozolimie, którą wzniesiono z polecenia cesarza Justyniana. W XIV wieku święto zostało przyjęte przez Kościół Zachodni.
W Kościele katolickim wspomnienie ofiarowania NMP jest szczególnym świętem sióstr klauzurowych. Mówił o tym Jan Paweł II:

Maryja jawi się nam dzisiaj jako świątynia, w której Bóg umieścił swe zbawienie i jako służebnica, która jest całkowicie poświęcona Panu. Każdego roku tego dnia Wspólnota Kościoła  na całym świecie wspomina mniszki klauzurowe, które podjęły życie oddane całkowicie kontemplacji i żyją z tego, co Opatrzność im przyniesie poprzez szczodrość wiernych. Przypominając każdemu o obowiązku zatroszczenia się, by tym Bogu poświęconym siostrom nie brakowało duchowego i materialnego wsparcia, przesyłam im moje ciepłe pozdrowienia i podziękowania.